# Sterrhopterix sachalina
Sterrhopterix sachalina is een vlinder uit de familie van de zakjesdragers (Psychidae). De wetenschappelijke naam van de soort is voor het eerst voorgesteld door Shōnen Matsumura in een publicatie uit 1931.
De soort komt voor in Japan.